# Callyspongia orieminens
Callyspongia orieminens är en svampdjursart som beskrevs av Gustavo Pulitzer-Finali 1982. Callyspongia orieminens ingår i släktet Callyspongia och familjen Callyspongiidae.
Artens utbredningsområde är Hongkong (Kina). Inga underarter finns listade i Catalogue of Life.